# Peter Dillon
Pour les articles homonymes, voir Dillon.
Peter Dillon, né le 15 juin 1788 en Martinique et mort le 9 février 1847 à Paris, est un navigateur, négociant en bois de santal et explorateur franco-irlandais.
Né à la Martinique, d'un père irlandais de passage sur l'île, il est surtout célèbre pour avoir découvert en 1827 le lieu de l'échouage de l'expédition de La Pérouse sur l'île de Mannicolo, aujourd'hui Vanikoro, dans l'archipel des Salomon.

## Biographie
En 1813, le navire anglais le Hunter, capitaine Robson, allant du Bengale dans le grand Océan, touche, le 19 février, à une des îles Viti ou Fidji, pour y couper du bois de santal. Il y a abordé auparavant plusieurs fois, et acquis une certaine influence sur l'esprit d'une partie des habitants en les aidant dans leurs guerres contre leurs voisins, dont il les avait vus rôtir et manger les membres.
Cette fois, le chef vint à son bord, accompagné de Joe, Lascar ou matelot hindou qui avait déserté le Hunter vingt mois auparavant. Peter Dillon s'est embarqué à Calcutta comme officier à bord du Hunter, il accompagne Robson dans une nouvelle expédition contre les ennemis du chef. Grâce aux armes à feu des Européens, la victoire se décide bientôt pour celui-ci. Malgré cet éminent service, le chargement du bois de santal éprouve sans cesse de nouveaux retards, si bien que Robson tente, le 6 septembre, un coup de main pour s'emparer des pirogues des sauvages et les empêcher de venir attaquer ses gens pendant qu'ils seraient occupés à radouber un cutter qui l'avait rejoint. Tous les Européens appartenant au Hunter et d'autres qui vivent dans l'île accompagnent Robson, que suivent aussi des matelots chinois et des Indiens de diverses îles du grand Océan.
L'imprudence de Robson occasionne la défaite de sa troupe ; quatorze de ses gens sont tués. Parmi ceux qui peuvent se réfugier à bord du Hunier se trouvent le lascar Joe et Martin Bushart, matelot prussien, natif de Stettin. Ils quittent l'île peu de jours après ce désastre. Pendant la traversée, Joe et Bushart demandent à être débarqués à Tikopia, petite île voisine des précédentes, et que l'on nomme aussi île Barwell.
Dillon commande ensuite L'Elizabeth à Tanna et entretient des relations commerciales avec la Chine. Lors d'une escale aux Salomon, il découvre une épée puis, à Vanikoro, des reliques dont la poupe de La Boussole de La Pérouse, une cloche, un morceau de verre de thermomètre et des fragments métalliques.
Treize ans après, il obtient le commandement d'une expédition sur le St-Patrick. Il voyage alors en Tasmanie, en Australie, en Nouvelle-Zélande et aux Tonga et, le 13 mai 1826, il est en vue de Tikopia. Bientôt plusieurs pirogues se dirigent vers son bâtiment ; dans la première qui s'approche, il reconnaît Joe, dans la seconde Bushart. Ses traits leur sont devenus étrangers ; le dernier lui raconte que pendant onze ans aucun navire n'a passé devant l'île ; dans les deux années suivantes, deux ont été vus. Un des officiers vient dire à Dillon que Joe a vendu à l'armurier du bord une poignée d'épée en argent ; le capitaine se la fait apporter, l'examine, et y aperçoit cinq chiffres, mais effacés et méconnaissables.
Bushart, interrogé sur la manière dont son compagnon s'est procuré cette poignée d'épée, répond qu'à leur arrivée à Tikopia, il a vu, dans les mains des insulaires, des chevilles en fer, des chaînes de haubans, des haches, des couteaux, de la porcelaine, le manche d'une fourchette d'argent et beaucoup d'autres choses. Il suppose d'abord qu'un bâtiment a fait naufrage près de l'île, et que les naturels en ont enlevé tous ces objets ; mais deux ans après, lorsqu'il a acquis une connaissance passable de la langue du pays, il reconnaît qu'il s'est trompé, et il apprend que les Tucopiens se sont procuré ces objets dans une île assez éloignée qu'ils nommaient Manicolo ou Vannicolo, près de laquelle deux grands navires ont fait naufrage au temps où les vieillards actuels étaient de jeunes hommes ; et il ajoute qu'il existe encore beaucoup de débris de ce genre à Vanikolo. Joe confirme ces détails ; il est allé à Vanikolo six ans auparavant, il y a vu des hommes en cheveux blancs, ils appartenaient à l'équipage des vaisseaux naufragés. Un Tikopien, revenu depuis six à sept mois de Vanikolo, où il a séjourné près de deux ans, pense que l'on peut se procurer encore des débris du naufrage.
Dillon conclut de tous ces rapports que les écueils de Vannicolo ont été la cause et les témoins du naufrage des deux frégates françaises. Il est confirmé dans cette pensée lorsque les Tikopiens lui assurent que, depuis le désastre dont il est question, aucun vaisseau n'a touché à Vanikolo.
Quelques-uns ont été aperçus au loin ; pas un ne s'est approché. Quoique Dillon est très à court de vivres, et qu'il ne possède pas les moyens d'arracher des mains des sauvages les deux hommes qui ont survécu au naufrage, il résout d'aller directement à Vanikolo. Joe refuse obstinément de l'y accompagner ; Bushart y consent à condition d'être ramené à Tikopia, et réussit à décider un Tikopien à venir avec lui. Le temps contraire ne permet d'arriver en vue de Vanikolo qu'au bout de deux jours. Dillon est retenu par les calmes pendant près d'une semaine, à huit lieues de la terre, dont les courants l'éloignent et le rapprochent alternativement. Son navire fait beaucoup d'eau, ses vivres sont presque épuisés ; il se détermine donc avec regret à renoncer à son dessein, et il prend la route du Bengale.
Le 30 août, il mouille dans le Hooghly à Calcutta. Le 18 septembre, il adresse au gouvernement du Bengale un long mémoire contenant les événements de son voyage et la demande d'être mis à même d'aller à la recherche des restes du naufrage de la Pérouse ; il est bien accueilli. Un vaisseau de la compagnie, nommé Research, mis aux ordres de Dillon, part de Calcutta le 22 janvier 1827.
Avant son départ, il a expédié à Paris la garde d'épée achetée à Tikopia. Des retards imprévus le retiennent en Tasmanie ; le 3 juin, il est au port Jackson, dans le New-South-Wales ; le 1er juillet, à la côte nord de la Nouvelle-Zélande, où il apprend que Dumont d'Urville était passé deux mois auparavant. Quelques jours après, il trouve à Tonga-Tabou, une des îles des Amis, des traces du passage récent de ce navigateur. Le 5 septembre, Dillon est enfin de retour à Tikopia ; ses échanges avec les naturels lui procurent une assez grande quantité de débris de toute espèce, notamment la poignée de l'épée dont la garde avait été envoyée en France. Le 7, il est en vue des hautes montagnes de Vannicolo ; dès le lendemain, Bushart et un Tikopien vont à terre dans un canot.
On achète différents objets ; plus tard, un vieillard vient à bord et raconte que dans sa jeunesse un grand navire avait échoué sur les récifs qui entourent l'île et coulé tout de suite à fond ; plusieurs des hommes qui le montaient avaient péri de diverses manières ; l'autre vaisseau avait échoué un peu plus loin ; la mer avait contribué à le détruire ; les hommes qui s'en échappèrent rejoignirent leurs compagnons. Ils construisirent un petit bâtiment et s'en allèrent. Quelques blancs restèrent ; l'un d'eux n'était mort que depuis peu d'années.
Dillon continue ses achats sur différents points de l'île ; il la quitte le 8 octobre, arrive à Plymouth le 25 octobre 1828, court à Londres, vient à Paris le 3 novembre ; va chez M. le baron Hyde de Neuville, ministre de la marine ; retourne à Londres, embarque tous les objets qu'il a recueillis à Vannicolo, en fait la remise au ministre, et, le 2 mars, est présenté à Charles X. Le prince l'accueille, le remercie, le nomme chevalier de la Légion d'honneur (1829), lui accorde une indemnité des dépenses qu'il a faites avec une pension viagère de quatre mille francs, dont la moitié réversible à sa famille ; enfin il ordonne que les débris rapportés par Dillon seront placés dans une des salles du Louvre. Barthélemy de Lesseps, ancien compagnon de la Pérouse, se trouvant en ce moment à Paris, vint visiter ces tristes reliques et les reconnut. Sur ces entrefaites, d'Urville poursuivait son voyage.
Dillon publie en 1830 son récit Voyages aux îles de la Mer du Sud en 1827-1828.